# Metavermilia acanthophora
Metavermilia acanthophora är en ringmaskart som först beskrevs av Augener 1914.  Metavermilia acanthophora ingår i släktet Metavermilia och familjen Serpulidae. Inga underarter finns listade i Catalogue of Life.